# What Kind of Man
"What Kind of Man" é uma canção da banda inglesa Florence and the Machine, lançada em 12 de fevereiro de 2015 como o primeiro single do terceiro álbum de estúdio da banda, How Big, How Blue, How Beautiful. Foi escrita por Florence Welch, Tom Hull e John Hill, e produzida por Hill e Markus Dravs. A faixa recebeu duas indicações ao Grammy nas categorias Best Rock Performance and Best Rock Song.

## Faixas e formatos
| Download digital |                                         |         |  |
| N.º              | Título                                  | Duração |  |
| 1.               | "What Kind of Man"                      | 3:36    |  |
| 2.               | "What Kind of Man" (Nicolas Jaar Remix) | 12:21   |  |

| Faixa bônus da edição especial em vinil em razão do Record Store Day |                         |         |  |
| N.º                                                                  | Título                  | Duração |  |
| 2.                                                                   | "As Far as I Could Get" |         |  |